# Патријарх српски Арсеније III
Арсеније III Црнојевић (слсрп. Арсенїй Чарноевичъ, лат. Arsenius Csernovich; Бајице, 1633 — Беч, 27. октобар 1706) био је архиепископ пећки и патријарх српски од 1674. до 1690. године (под османском влашћу), а потом црквени поглавар православних Срба у Хабзбуршкој монархији од 1690. до 1706. године. На основу привилегија које је српски народ добио од цара Леополда I (1690, 1691, 1695), извршио је реорганизацију Српске православне цркве на подручјима под хабзбуршком влашћу. Био је један од најзначајнијих црквених поглавара у историји обновљене Српске патријаршије (1557-1766).

## Порекло
Рођен је 1633. у Бајицама код Цетиња у свештеничко монашком братству Црнојевић. Арсеније Црнојевић се презивао Мартиновић, јер је припадао том братству, али је из историјских разлога узео презиме Црнојевић.

## Јерарх и патријарх
Арсеније Црнојевић је замонашен у цркви Успењa Пресвете Богородице у манастиру Довоља. Игуман Пећког манастира постао је 1665, а за епископа хвостанског са седиштем у Пећи изабран је 1669. Пошто је тадашњи патријарх Максим онемоћао од тешке болести, Арсеније је истовремено постављен и за помоћника (коадјутора) патријарха, да би крајем 1672. био изабран за патријарха српског. Предузео је низ канонских визитација (Босна 1674, Браничево и Срем 1674, Жича и Браничево 1677, Смедерево 1680, Будисавци 1682). Уочи рата између Турске и Аустрије кренуо је на поклоњење Христовом гробу (1682). На путу су га срдачно дочекали митрополит скопски Теофан и кратовски и штипски Ананија. У Јерусалиму је био гост патријарха јерусалимског Доситеја Нотара (1669 — 1707). За време овог путовања водио је дневник који има вредност документа и књижевног текста. Вратио се у Пећи после Васкрса када је Аустријско-турски рат већ почео (1683).

## Бечки рат и Велика сеоба Срба
Када се Леополд I 1687. обратио цариградском патријарху Калинику VII да подржи хришћанску ствар, Арсеније III се нашао у незавидној ситуацији. Требало је пристати уз западне силе, Аустрију и Млетке. Међутим, на тој страни претила је опасност православљу. Наиме, пећка патријаршија већ је раније то искусила у Војној граници. Тамо је православље било изложено двојакој агресији, Римске курије и Бечког двора. Сем тога патријарх је у два маха био у опасности да изгуби главу. Наиме, Порта није имала у њега поверења. Стога је он био принуђен да у новембра 1689. оде из Пећи у Никшић. Одатле је вршио канонске визитације.
Из Бихора је родом био Петар Соколовић, најстарији капетан над српском војском. Њега је Аустрија као свог повереника послала патријарху Арсенију, да би тако придобила главну личност међу Србима. Патријарх Арсеније Црнојевић долази на Цетиње у јесен 1689. са намером да иде у Боку на састанак са главним провидуром, али се изненада морао вратити у Пећ, јер је ћесар, чија је војска запосела Пећ, хтела именовати другога на његовом трону. Главни провидур је сматрао да патријарх и није мислио да силази у Боку да му ћесар не одузме патријархијски пријесто. При одласку са Цетиња, писао је кавалијеру Грбичићу, како је целу зиму мислио ту да проведе и да сиђе у приморје, где су га звали монаси, али му је стигло писмо од ћесарског намјесника, ако се не врати за седам дана да се и не враћа. Патријарх Арсеније је у Пећ себи звао митрополита Висариона, који то саопштава Грбичићу у Котор. Висарион је хтјео ићи у Пећ, али му се пријатељ Грбичић не усуђује рећи, да би због тога могао изгубити столицу.
У то време заповедник аустријске војске Енеја Силвије Пиколомини продро је све до Приштине. Апеловао је на Србе да се дигну на оружје. Трудећи се да ступи у везу са представницима Млетачке републике, патријарх је добио поруку на Цетињу од монашког братства из Пећи да се врати у Пећ, јер ће у противном цар приступити избору другога лица за патријарха да би задовољио народ који је примио његову заштиту. Вративши се натраг, патријарх се у Призрену састао са генералом Пиколоминијем. Пошто другог избора није било, патријарх Арсеније је напустио помирљиву политику својих претходника и почео водити ратоборну политику према Турцима.
Међутим, после освајања Косова и северне Македоније, у аустријској војсци је избила куга која је усмртила и генерала Пиколоминија. Смрћу генерала Пиколоминија ратна срећа се окренула у корист Турака. Његовог наследника херцега Ђорђа Христијана, због охолости и надмености према Србима, српска војска не само што није прихватила, већ је почела и напуштати царску војску. Срби у њој више нису видели ослободилачку већ угњетачку силу. Када је патријарх Арсеније III видео да се царска војска повлачи, кренуо је са великим бројем народа у јануару месецу 1690. према Београду.
Исељавање је у највећим размерама било са Косова, околине Карадага, Мораве, топличког и једног дела врањског округа. Богатија равничарска села из тих крајева остала су сасвим пуста, док су се она планинска знатно проредила. Исељавање је било веће из равничарских села из тог разлога што су она била изложенија турским нападима. Велике масе избеглица кретале су се према Београду долином Ибра, преко Новог Пазара и Студенице, низ Западну и Јужну, односно Велику Мораву. Пошто се сазнало у Бечу да Срби напуштају своја огњишта, Леополд I је 6. априла 1690. издао Манифест којим све поробљене народе позвао на оружје. Зајемчивши им слободу, повластице, право на своју вероисповест и на избор војводе, обећао им је да ће бити изузети од сваког јавног терета и данка изузев у случају ратне нужде.
На вест да Турци напредују према Београду а царска војска одступа, патријарх је одлучио да спаси оно што се спасити може. Сазвао је у Београду црквено-народни сабор. На њему су узели учешћа епископи, свештеници, свештеномонаси и народни главари са обе стране Саве и Дунава. Одлучено је да се у Беч пошаље епископ јенопољски Исаија да утврди услове под којима ће православни Срби живети у Аустрији. Захтевало се да српска Црква у новој земљи добије онај положај који је имала под Турцима. Одговор на ове захтеве је повеља цара Леополда I од 21. августа 1690.
После добијања привилегије, Срби су почели у великим групама да прелазе преко Саве и Дунава. Последња група прешла је на лађама из Београда за Сланкамен и Петроварадин два дана пре него што су Турци поново заузели Београд (8. октобар 1690).
Колики је број оних који су прешли у Аустрију, тешко је тачно одредити.
Сачувана су два писмена сведочанства од Арсенија која наводе број исељеника. Крајем 1690. навео је да је било више од 30.000 душа, а шест година доцније написао је да их је било више од 40.000.
Током преговора о Карловачком миру 1698-99, патријарх је пружио услуге руском посланику Возницину, за шта је у знак захвалности од града Москве добио скупоцену митру.

## Преуређење црквене управе у Хабзбуршкој монархији
Наскоро по преласку једног дела српског народа у Аустрију, осетила се потреба да се отворе школе на српском језику. Патријарх се два пута обраћао Бечу са молбом да му се дозволи да оснује српске школе. Први пут се обратио усменом и писменом молбом да му се уступи Сечуј. Намеравао је да тамо подигне манастир, а уз њега и гимназију и остале нужне школе и заведења. Други пут је поднео молбу у којој је између осталога молио да му се дозволи да слободно подиже школе и штампарију. Но, патријархове жеље и молбе у погледу школа и штампарије нису усвојене и испуњене.
Пуних 11 година патријарх није имао у Угарској стално седиште, него је становао у Сентандреји, Ковину, Сиригу, Хопову, Сечују, Футогу и Пакрацу, уређујући српску цркву. 8/10 1701. наложио му је цар да мора становати у Сентандреји. Спровео је реорганизацију православне цркве у Угарској, Хрватској и Славонији, која је као саставни дио пећке патријаршије била организована у тим крајевима и за време Турака, оснивао је нове епископије, постављао је епископе и сређивао у српској цркви хаотичко стање, ратом проузроковано. Неретко је долазио у сукоб са католичким клиром, који је ометао његов рад и пропагирао унију. Борба против унијаћења српског народа у Аустрији била је патријархов примарни посао. Стога га је Леополд I склонио из Славоније (1701), заточио у Сентандреју, одузео му патријаршки наслов и ограничио права.
После смрти Леополда I Арсеније се обратио новом цару Јосифу I за заштиту српских привилегија, обећавајући му сваку помоћ против свих непријатеља његових земаља. Новом цару били су потребни добри ратници. Сходно томе он је већ 24. фебруара 1706. потписао у Бечу указ којим је патријарху, клиру и народу српском потврдио све привилегије које је Леополд I издао, као и све милости и слободе које су Срби до тада уживали.

## Ракоцијев устанак и патријархова смрт
За време Ракоцијева устанка (1703—1711) Црнојевић је са Србима остао уз цара и послао је у Беч проглас, од 9. август 1704, којим је Ференц Ракоци позвао Србе, да му се придруже. Верност и услуге Црнојевића и његових Срба наградио је цар, поклањајући патријарху спахилуке Сирач и Даљ (у замену за Сечуј) и дајући Србима нове патенте и привилегије, који су већим делом остали на папиру. Црнојевић је умро у Бечу, 28. октобра 1706. године одакле је трудом Исаије Ђаковића пренесен у Срем, и сахрањен у манастиру Крушедол у гробницу Св. Максима. Адам Прибићевић у књизи Насељавање Срба по Хрватској и Далмацији наводи податак да су Срби сумњали да је у Бечу патријарх отрован од језуита, који су се трудили да се његова духовна власт не прошири и на Србе из Хрватске. Он то исто пише и у чланку Школа Прошлости у Српском Колу: ... јер су Срби опасни кад имаду угледна човјека, око ког се купе. Тако стоји у списима аустријског ратног вијећа. Иза деспота Ђурђа слиједећи по угледу је био патријарх Арсеније, па је отрован, па Исаија Ђаковић, отрован...

## Наслеђе
После смрти патријарха Арсенија III следећа питања избила су на дневни ред: ко ће га наследити, како ће се звати нова црквена област и какав ће бити њен однос према Пећкој патријаршији. Иако је бечки Двор радио на томе да се српска православна црква у Монархији изузме из духовне јурисдикције Пећке патријаршије, царски комесар који је присуствовао на сабору оценио је да није потребно да се отворено супротстави присталицама заједништва са Пећком патријаршијом. Сабор који је одржан у манастиру Крушедолу основао је Крушедолско-карловачку митрополију, једногласно изабрао за наследника патријарха Арсенија III епископа јенопољског Исаију Ђаковића, који је био врло заслужан човек, упознат са приликама у монархији и сав у духу и традицијама Пећке патријаршије, и одлучио да остане у нераскидивој црквено-канонској зависности од Патријаршије у Пећи. Пошто су Турци 1716. запалили манастир Крушедол и исекли мошти српских деспота, средиште Крушедолско-карловачке митрополије пренето је из манастира Крушедола у Сремске Карловце. Привилегије од 21. августа 1690, 11. децембра 1690, 20. августа 1691. и 4. марта 1695. које је Леополд I издао Србима касније су потврдили Јосиф I, Карло VI и Марија Терезија.